# Samurai Champloo
Samurai Champloo (サムライチャンプルー, Samurai Chanpurū) is een Japanse animeserie uit 2004 onder regie van Shinichiro Watanabe. De serie werd geproduceerd door studio Manglobe. De serie gaat over een Samurai reisgroep in Japan tijdens de Edoperiode.